# رانتو کوری
رانتو کوری (به اسپانیایی: Runtu Quri) یک کوه در پرو است که در Peru, Apurímac Region, Antabamba Province واقع شده‌است. رانتو کوری ۵٬۰۰۰ متر بالاتر از سطح دریا واقع شده‌است.